# Meedo
Meedo là một chi nhện trong họ Gallieniellidae.